# Get Up! V Magnum
Get up! V MAGNUM é um single de Hironobu Kageyama lançado em 24 de julho de 1996 pela TM FACTORY em CD.

## Produção
A música foi composta para ser uma image song para o anime Bakusō Kyōdai Let's & Go.
A composição das músicas ficou por conta de Gouji Tsuno, que já trabalhou na trilha de diversos animes e séries de tokusatsu, incluindo Choujin Sentai Jetman. Já o letrista Reo Rinozuka esteve envolvido em trilhas de vários animes.

## Faixas
| N.º            | Título                                    | Letras         | Música         | Arranjo        | Duração |  |
| 1.             | "Get up! V MAGNUM"                        | Reo Rinozuka   | Gouji Tsuno    | G. Tsuno       | 4:25    |  |
| 2.             | "Get up! V MAGNUM (Original Karaoke)"     | "instrumental" | G. Tsuno       | G. Tsuno       | 4:25    |  |
| 3.             | "Get up! V MAGNUM (Instrumental Version)" | "instrumental" | G. Tsuno       | G. Tsuno       | 4:25    |  |
| Duração total: | Duração total:                            | Duração total: | Duração total: | Duração total: | 13:15   |  |